# Nigel Marven
Nigel Marven (nascut amb el cognom de Barnet, Londres, el 27 de november de 1960) és un presentador i productor de televisió britànic. Ha corregut, l'any 2008, la Marató de Londres en 4 hores i 4 minuts per tractar de recaptar 20.000 lliures esterlines per a la Whale and Dolphin Conservation Society UK.

## Obres
- Realms of the Russian Bear (1992)
- Wildlife of Iran: Secrets of the North (1998)
- Giants (1999)
- Shark Week (2000–02)
- Bloodsuckers (2000)
- Giant Creepy Crawlies (2001)
- Big Cats (2001)
- Nigel's Wild Wild World (2001–02)
- Rats (2002)
- Alligators (2002)
- Chased by Dinosaurs (2002)
  - A Walking with Dinosaurs' Special: The Giant Claw (2002)
  - A Walking with Dinosaurs' Special: Land Of Giants (2002)
- Sea Monsters: A Walking with Dinosaurs Trilogy or Chased by Sea Monsters (2003)
- Nigel Marven Nature Specials (2003–04)
  - Anacondas (2003)
  - Piranhas (2003)
  - Bull Sharks (2004)
- Meerkats (2003)
- The Human Senses (2003)
- King of the Jungle (2003)
- Scream! If You Want to Get Off (2004)
- Nigel Marven's Animal Detectives (2005)
- Nigel Marven's Venom Hunters (2005)
- Rhinos (2006)
- Ugly Animals (2006)
- Prehistoric Park (2006-)
- Penguin Week (2006)
- Micro Safari: Journey to the Bugs (2007)
- Killer Whale Islands (2007)
- Hider in the House (2007 - on Week 20)
- Arctic Exposure (2007) USA
- Polar Bear Week With Nigel Marven (2007) UK
- Shark Island with Nigel Marven (2007) UK
- Jaguar adventure with Nigel Marven (2008)
- Help! I'm No Bigger Than A Bug (2008)
- Weird, True & Freaky Shark Attacks (2008)
- Primeval - Episode 3.4 (2009) UK
- Invasion of the Giant Pythons: Florida with Nigel Marven (2009) UK
- Panda Week with Nigel Marven (2010) UK
- Untamed China with Nigel Marven (2011) UK
- Yunnan Adventure with Nigel Marven (2012) (UKTV Eden)
- Hainan Adventure with Nigel Marven (2012) (UKTV Eden)
- Wild Colombia with Nigel Marven (2012) UK
- Whale Adventure with Nigel Marven (2013) UK
- Ten Deadliest Snakes: China (2013)
- My Family & Other Turkeys with Nigel Marven (2013) UK
- Ten Deadliest Snakes with Nigel Marven (2014–15)
- Eating Wild (2014) (AFC)
- Nigel Marven's Cruise Ship Adventures (2015)
- Eden Shorts: From Lens to Screen (2015)